# Little Gringley
Little Gringley – osada w Anglii, w hrabstwie Nottinghamshire. Leży 3 km od miasta Retford. W latach 1870–1872 miejscowość liczyła 508 mieszkańców Little Gringley jest wspomniana w Domesday Book (1086) jako Grenelei(g)/Grenleige.